# Sukhoi S-70 Okhotnik
Il Sukhoi S-70 Okhotnik (in cirillico: Сухой С-70 Охотник, lett. cacciatore), indicato talvolta anche come Hunter-B, è un velivolo da combattimento pesante senza pilota (UCAV) di fabbricazione russa, al 2020 in fase di sviluppo, sviluppato da Sukhoi e Russian Aircraft Corporation negli anni duemiladieci quale velivolo di sesta generazione.
Progettato per portare a termine missioni di pattugliamento, ricognizione, bombardamento e scorta armata, si basa sul precedente MiG Skat, progettato da MiG, ed incorpora alcune delle tecnologie utilizzate sul Sukhoi Su-57, aereo da combattimento stealth di quinta generazione. Progettato secondo il principio dell'ala volante, l'S-70 è in grado di agire come gregario del Su-57 e può essere sia controllato dal pilota di quest'ultimo che impiegato in modalità autonoma.
Ne è prevista la consegna alle forze aerospaziali russe per il 2024.

## Storia

### Sviluppo
Gran parte dello sviluppo dell'S-70 si è svolto in condizioni di rigorosa segretezza fino al 3 agosto 2019, quando, in occasione del suo primo volo, il prototipo è stato presentato in anteprima mondiale. A seguito dell'enorme risonanza generata sulla stampa da questo evento, l'S-70 è divenuto oggetto di attento monitoraggio da parte della stampa specializzata. A gennaio 2021 è stato reso noto l'esito positivo dei test riguardanti l'impiego di munizioni a caduta libera. I test sono stati condotti con bombe a caduta libera da 500 kg, ad un'altezza di circa 600 metri dal suolo.
Nel dicembre 2021, è stato presentato un secondo prototipo dotato di ugello di scarico a bassa visibilità radar.
Il 5 ottobre 2024, sono circolate immagini sul web che ritraggono l'abbattimento di un S-70 in territorio ucraino da parte di un Su-57. A causa di una perdita di controllo dell'S-70, sarebbe stato ordinato l'abbattimento tra forze amiche per evitare che l'UCAV potesse essere catturato e analizzato.

## Caratteristiche
L'Okhotnik è un'ala volante costruita con materiali compositi e rivestimenti invisibili ai radar per ridurne l'osservabilità in volo. Ha un peso di circa 20 tonnellate ed un'apertura alare di circa 20 metri. Il drone può essere spinto da un singolo turbofan AL-31F, propulsore utilizzato sul Sukhoi Su-27, o dal AL-41F installato sia sui caccia Su-35S che sui prototipi del Su-57.
Sebbene l'ugello di scarico del primo prototipo sia di tipo convenzionale e non stealth, futuri aggiornamenti potrebbero includere un ugello ed una presa d'aria differenti, simili a quelle mostrate sul modello esposto al MAKS 2019. Secondo quanto riferito, la velocità massima dell'Okhotnik è di 1000 km/h e trasporta il suo carico utile in baie interne.